# Ferrovia Londra-Shoeburyness
La ferrovia Londra-Shoeburyness (in inglese London, Tilbury and Southend line) è una linea ferroviaria britannica che collega la Città di Londra a Shoeburyness, nell'Essex.

## Caratteristiche

### Percorso
La ferrovia serve essenzialmente tre tratte. La linea principale va da Fenchurch Street a Shoeburyness passando da Basildon, su una distanza di 63,6 km. Una diramazione tra Barking e Pitsea fornisce un percorso alternativo via Rainham, Grays e Tilbury. Infine, esiste una breve diramazione che collega la linea principale a Upminster con la diramazione di Grays, passando per Ockendon.
La linea ha un limite di velocità massima di 121 km/h, anche se gli elettrotreni della Classe 357 e 387 che la percorrono possono raggiungere rispettivamente i 161 km/h e i 193 km/h.
|  | Unknown route-map component "hKBHFa" |

| Unknown route-map component "d" | Unknown route-map component "d" + Unknown route-map component "eHST" + Unknown route-map component "lhSTR(r)" + Unknown route-map component "lhSTR(l)" |  |

| Unknown route-map component "d" + Unknown route-map component "uKHSTa" + Unknown route-map component "lhSTR(r)" + Unknown route-map component "hPORTALg" | Unknown route-map component "d" + Straight track + Unknown route-map component "lhSTR(l)" |  |

| + Unknown route-map component "uLCONTgq" | Unknown route-map component "d" + Unknown route-map component "uABZg+Lr" + Unknown route-map component "lhSTRe@g(r)" + Unknown route-map component "lhSTRa@f(r)" | Unknown route-map component "d" + Straight track + Unknown route-map component "lhSTR(l)" |  |  |

| Unknown route-map component "d" + Urban straight track + Unknown route-map component "lhSTR(r)" | Unknown route-map component "d" + Unknown route-map component "eHST" + Unknown route-map component "lhSTR(l)" |  |

| Unknown route-map component "d" + Urban straight track + Unknown route-map component "lhSTR(r)" | Unknown route-map component "d" + Unknown route-map component "eHST" + Unknown route-map component "lhSTR(l)" |  |

| + Unknown route-map component "tCONTgq" | + Unknown route-map component "tSTRq" + Unknown route-map component "lINT-2" | Unknown route-map component "d" + Unknown route-map component "tKSTReq" + Urban straight track + Unknown route-map component "lhSTR(r)" + Unknown route-map component "lINT-c3" | Unknown route-map component "d" + Unknown route-map component "tKSTRaq" + Straight track + Unknown route-map component "lhSTR(l)" | + Unknown route-map component "tSTRq" | + Unknown route-map component "tCONTf@Fq" |  |

| + Unknown route-map component "lINT-c1" | Unknown route-map component "d" + Urban straight track + Unknown route-map component "lhSTR(r)" + Unknown route-map component "lINT-4" | Unknown route-map component "d" + Straight track + Unknown route-map component "lhSTR(l)" |  |  |

| Unknown route-map component "d" + Urban straight track + Unknown route-map component "lhSTR(r)" | Unknown route-map component "d" + Unknown route-map component "eHST" + Unknown route-map component "lhSTR(l)" |  |

| + Unknown route-map component "exSHI3+l" + Unknown route-map component "uSHI1+l" | Unknown route-map component "d" + Unknown route-map component "edSHI3gr" |  |

| Unknown route-map component "+c" | Unknown route-map component "cd" + Unknown route-map component "uhINT-L" | + Unknown route-map component "hINT-R" |  |  |

| Unknown route-map component "+c" | Unknown route-map component "cd" + Unknown route-map component "uhLSTR3" | + Elevated |  |  |

| Unknown route-map component "+c" | Unknown route-map component "cd" + Transverse water | Unknown route-map component "hKRZW" | Transverse water |  |

|  | Unknown route-map component "ehHST" |

|  | Unknown route-map component "hABZgl" | Unknown route-map component "hCONT2+r" |

|  | Elevated |

|  |  | Unknown route-map component "mvSHI1+l-STR+l" | Unknown route-map component "uCONTf@Fq" |  |

| Unknown route-map component "d" + Unknown route-map component "uLSTRl" | Unknown route-map component "d" | Unknown route-map component "mhvKRZ~L" | Unknown route-map component "uhvKRZ~R" | Unknown route-map component "uCONTfq" |

| Unknown route-map component "d" | Unknown route-map component "d" | Unknown route-map component "hvSTRe~L" | Unknown route-map component "uhvSTRe~R" |  |

|  |  | Unknown route-map component "mveHST-HST" |

|  | Transverse water | Unknown route-map component "mvWBRÜCKE1" | Transverse water |  |

|  | Transverse water | Unknown route-map component "mvWBRÜCKE1" | Transverse water |  |

| + Unknown route-map component "uCONTgq" | + Urban transverse track + Unknown route-map component "lINT" + Unknown route-map component "HUBa" | + Unknown route-map component "mvBRÜCKE1" | + Unknown route-map component "uCONTf@Fq" |  |

|  | + Unknown route-map component "HUBl" | + Unknown route-map component "mvSTR" + Unknown route-map component "lvINT" + Unknown route-map component "HUBq" | + Unknown route-map component "HUBe@gq" |  |

|  |  | Unknown route-map component "mveHST-HST" |

|  |  | Unknown route-map component "mveHST-HST" |

|  |  | Unknown route-map component "mveHST-HST" |

|  | Unknown route-map component "v-SHI2gr" | Unknown route-map component "uvSTR-" |  |

|  | Unknown route-map component "vDST-STR" | Unknown route-map component "uvSTR-" |  |

|  | Unknown route-map component "v-SHI2g+r" | Unknown route-map component "uvSTR-" |  |

|  | Transverse water | Unknown route-map component "mvWBRÜCKE1" | Transverse water |  |

|  | Unknown route-map component "vSTR%2Blo-STR" | Unknown route-map component "umdKRZu" | Unknown route-map component "dABZq+l" | Unknown route-map component "CONTfq" |

|  |  | Unknown route-map component "vÜSTr" | + Unknown route-map component "ev-SHI2gr" + Unknown route-map component "uvSTR-" |  |  |

|  | Unknown route-map component "dINT-L" | Unknown route-map component "dINT-M" | Unknown route-map component "udINT-M" | Unknown route-map component "dKINTe-R" |  |

|  |  | Unknown route-map component "vÜSTl" | Unknown route-map component "uvSTR-" |  |  |

| + Unknown route-map component "CONTgq" | Unknown route-map component "d" + Unknown route-map component "ABZgr" | Unknown route-map component "d" + Straight track | Unknown route-map component "d" + Urban straight track |  |  |

| + Unknown route-map component "LLSTRc2a" | Unknown route-map component "d" + Unknown route-map component "STR3" | Unknown route-map component "d" + Straight track | Unknown route-map component "d" + Urban straight track |  |  |

| + Unknown route-map component "LLCONT1" | Unknown route-map component "d" + Unknown route-map component "LLSTRc4a" | Unknown route-map component "d" + Straight track | Unknown route-map component "d" + Urban straight track |  |  |

|  | Unknown route-map component "mvSTR-HST" |

|  | Unknown route-map component "mveHST-HST" |

|  | Unknown route-map component "mvSTR-HST" |

|  | Unknown route-map component "mveHST-HST" |

|  | Unknown route-map component "mvSTR-HST" |

|  | Unknown route-map component "mveHST-HST" |

|  | Unknown route-map component "mvSTR-HST" |

| Unknown route-map component "d" + Straight track | Unknown route-map component "d" + Urban straight track | Unknown route-map component "d" + Unknown route-map component "CONTl+f" |

| Unknown route-map component "d" |  | Unknown route-map component "dINT-L" | Unknown route-map component "udINT-M" | Unknown route-map component "dKINTe-R" |  |

|  | Unknown route-map component "mvSHI1l-STRl" | Unknown route-map component "uKBSTeq" |

| Unknown route-map component "LLSTRc2a" | Unknown route-map component "ABZg3" |  |

| + Unknown route-map component "LLCONT1" | + Straight track + Unknown route-map component "LLSTRc4a" |  |

|  | Stop on track |

|  | Stop on track |

|  | Stop on track |

| + Unknown route-map component "LLCONT2" | Unknown route-map component "d" + Unknown route-map component "LLSTRc3e" | Unknown route-map component "d" + Straight track |  |  |

| + Unknown route-map component "LLSTRc1e" | Unknown route-map component "d" + Unknown route-map component "STR+4" | Unknown route-map component "d" + Straight track |  |  |

| Unknown route-map component "d" | + Unknown route-map component "vHST" |  |

| Unknown route-map component "d" | + Unknown route-map component "v-SHI2g+r" |  |

|  | Stop on track |

|  | Stop on track |

|  | Stop on track |

|  | Stop on track |

|  | Station on track |

|  | Stop on track |

|  | Stop on track |

| Unknown route-map component "d" | + Unknown route-map component "v-SHI2gr" |  |

| Unknown route-map component "d" | + Unknown route-map component "vDST-STR" |  |

| Unknown route-map component "d" | + Unknown route-map component "vÜSTl" |  |

| Unknown route-map component "d" | + Unknown route-map component "vSTR-KBHFe" |  |

| One way leftward | Unknown route-map component "KDSTeq" |

|  |  | + Unknown route-map component "vCONTg-" + Unknown route-map component "uv-CONTg" |

|  | Unknown route-map component "vSTR%2Blo-STR" | Unknown route-map component "umdKRZu" | Unknown route-map component "dABZq+l" | Unknown route-map component "CONTfq" |

|  |  | Unknown route-map component "vÜSTr" | + Unknown route-map component "ev-SHI2gr" + Unknown route-map component "uvSTR-" |  |  |

|  | Unknown route-map component "dINT-L" | Unknown route-map component "dINT-M" | Unknown route-map component "udINT-M" | Unknown route-map component "dKINTe-R" |  |

|  |  | Unknown route-map component "vÜSTl" | Unknown route-map component "uvSTR-" |  |  |

| + Unknown route-map component "CONTgq" | Unknown route-map component "d" + Unknown route-map component "ABZgr" | Unknown route-map component "d" + Straight track | Unknown route-map component "d" + Urban straight track |  |  |

|  | Unknown route-map component "d" + Unknown route-map component "SHI1l" | Unknown route-map component "d" + Unknown route-map component "LSTR2" + Unknown route-map component "lCONTf2" | + Unknown route-map component "uLSTR2" + Unknown route-map component "ulCONTf2" | Unknown route-map component "d" |  |

|  | Stop on track |

|  | Unknown route-map component "eHST" |

|  | Stop on track |

|  | Stop on track |

|  | Unknown route-map component "ABZg+Ll" | Unknown route-map component "LCONTfq" |  |

|  | Station on track |

|  | Station on track |

|  | Unknown route-map component "bvvWSLg+lr" |

| Unknown route-map component "KDSTxe" | Straight track |  |

| Unknown route-map component "exKBHFe" | Straight track |  |

| Unknown route-map component "BS2c2" | Unknown route-map component "BS2r" |  |

|  | Unknown route-map component "eHST" |

|  | Stop on track |

| Unknown route-map component "KDSTaq" | Unknown route-map component "ABZgr" |  |  |

|  | Stop on track |

| Unknown route-map component "d" | Unknown route-map component "d" + Straight track | + Unknown route-map component "LSTR+1" + Unknown route-map component "lCONTf1" |  |

| Unknown route-map component "d" | + Unknown route-map component "vHST" |  |

| 52+243 |
| 42+687 |

| Unknown route-map component "d" | + Unknown route-map component "v-SHI2g+r" |  |

|  | Unknown route-map component "LCONTf" |

| Unknown route-map component "LCONTg" |

| Unknown route-map component "LSTR2" | Unknown route-map component "LLSTRc3" |  |

| Unknown route-map component "LLSTRc1" | Unknown route-map component "ABZ4+2f" | Unknown route-map component "LLSTRc3" |

|  | + Straight track + Unknown route-map component "LLSTRc1" | + Unknown route-map component "LLCONT4" |

|  | Stop on track |

|  | Stop on track |

| + Unknown route-map component "LLCONT2" | + Straight track + Unknown route-map component "LLSTRc3e" |  |

| Unknown route-map component "LLSTRc1e" | Unknown route-map component "ABZ2+4g" | Unknown route-map component "LLSTRc3a" |

|  | + Unknown route-map component "LLSTRc1a" | + Unknown route-map component "LLCONT4" |